# Crise du nord du Kosovo de 2021
 (décembre 2022).
Le contenu est difficilement compréhensible vu les erreurs de traduction, qui sont peut-être dues à l'utilisation d'un logiciel de traduction automatique.
La crise du nord du Kosovo est une série de manifestations des serbes du Kosovo contre le gouvernement du Kosovo survenue entre le 20 septembre 2021 et le 2 octobre 2021, déclenchée par la décision du gouvernement d'interdire les plaques d'immatriculation serbes et terminée lorsque le gouvernement a promis de lever l'interdiction. Les manifestations consistaient principalement à bloquer la circulation près des postes frontaliers. L'interdiction signifiait que les personnes qui possédaient des véhicules avec des plaques d'immatriculation serbes au Kosovo auraient dû les changer pour des plaques d'immatriculation kosovares (en) dans un centre d'immatriculation des véhicules du gouvernement. L'interdiction visait à refléter l'ancienne interdiction des plaques d'immatriculation kosovares en Serbie. La république de Serbie ne reconnaît pas la république du Kosovo et considère la frontière entre le Kosovo et la Serbie seulement temporaire. Les manifestations ont conduit à la détérioration des relations entre la Serbie et le Kosovo, qui s'étaient améliorées (en). En conséquence, les forces armées serbes ont été mobilisées. Les puissances internationales ont appelé à la désescalade, la Russie critiquant les actions du gouvernement du Kosovo. Le 30 septembre 2021, un accord a été conclu pour mettre fin à l'interdiction des plaques d'immatriculation à compter du 4 octobre 2021 et les manifestations ont également pris fin le 2 octobre 2021. Les plaques d'immatriculation kosovares en Serbie et les plaques d'immatriculation serbes au Kosovo ont désormais leurs symboles nationaux et le codes de leurs pays recouverts d'un autocollant.

## Contexte
Le nord du Kosovo est une région majoritairement peuplée de serbe qui a protesté de nombreuses fois contre la déclaration d'indépendance du Kosovo. Il ne reconnaissait pas le gouvernement du Kosovo et agissait indépendamment de celui-ci jusqu'à l'Accord de Bruxelles de 2013 (en). Dans cet accord il était prévu que d'ici 2016 la communauté des municipalités serbes (en) devait être formée. La Communauté serait une association autonome de municipalités à majorité serbe au Kosovo. En 2021, elle n'a toujours pas été formé, car le gouvernement du Kosovo a gelé l'accord de Bruxelles et sa Cour constitutionnelle a déclaré certaines parties de l'accord inconstitutionnelles.
Jusqu'en 2011, la Serbie délivrait des plaques d'immatriculation serbes pour les villes du nord du Kosovo. En 2011 , la Serbie a accepté de cesser de délivrer ces plaques d'immatriculation et de les remplacer par des plaques d'immatriculation de la république du Kosovo (RKS) ou neutres du Kosovo (KS). Les plaques d'immatriculation KS ne portent aucun symbole d'État. La Serbie a autorisé les plaques d'immatriculation KS sur son territoire, mais pas les plaques d'immatriculation RKS. L'accord a duré 5 ans jusqu'en 2016, date à laquelle on s'attendait à ce qu'une meilleure solution soit trouvée. Les mêmes conditions ont été renouvelées le 14 septembre 2016 et étaient valables jusqu'au 14 septembre 2021. Après le 14 septembre 2021, les conditions sont restées les mêmes, mais une interdiction des plaques d'immatriculation serbes a été émise au Kosovo le 20 septembre 2021. Les plaques d'immatriculation KS ont également été déclarées invalides par le gouvernement du Kosovo, qui étaient utilisées par certains véhicules au Kosovo, y compris par des propriétaires qui devaient souvent traverser la frontière entre le Kosovo et la Serbie.
Le motif du gouvernement du Kosovo dans l'interdiction avait été de refléter l'ancienne politique similaire du gouvernement de Serbie par laquelle les plaques d'immatriculation de la république du Kosovo avaient été interdites depuis que le Kosovo a déclaré l'indépendance, et les véhicules avec des plaques d'immatriculation RKS en Serbie devaient les échanger contre des plaques serbes temporaires. Les véhicules avec des plaques d'immatriculation serbes au Kosovo étaient censés, jusqu'à l'accord du 30 septembre 2021 à Bruxelles, faire enlever leurs plaques d'immatriculation serbes et les remplacer par des plaques d'immatriculation kosovares dans un centre d'immatriculation des véhicules du gouvernement. Les conducteurs qui avaient visité le pays avec des plaques d'immatriculation serbes devaient obtenir des plaques temporaires. Les plaques temporaires coûtaient 5 euros et étaient valables pendant 60 jours. L'interdiction aurait touché environ 9 500 véhicules avec des plaques d'immatriculation serbes dans le nord du Kosovo qui devaient porter des plaques d'immatriculation kosovar permanentes. À l'origine, cela devait être fait après l'accord de 2011, mais aucune tentative n'a été faite pour l'appliquer.

## Manifestations
Les manifestations organisées par les serbes du Kosovo contre le gouvernement du Kosovo ont commencé le 20 septembre 2021. Le même jour, plus de 20 véhicules de la police du Kosovo, dont plus de 10 étaient blindés, se sont rendus sur le site des manifestations. Des centaines de serbes de souche locale protestaient quotidiennement. Ils bloquaient les routes menant aux deux postes frontaliers avec la Serbie au nord du Kosovo, près de Jarinje et Brnjak, avec des véhicules et des barricades renforcés par du gravier. Le 23 septembre 2021, le barrage routier composé de véhicules a atteint 3 kilomètres de long sur la route Kosovska Mitrovica – Raška à Jarinje. Les manifestants dormaient à côté des sites de protestation dans des tentes improvisées. Des représentants de la Liste serbe pour le Kosovo ont également assisté aux manifestations.
Les manifestations avaient été pour la plupart calmes. Cependant, le 25 septembre 2021, deux centres d'immatriculation des véhicules du gouvernement à Zvečan et Zubin Potok ont été attaqués par un incendie criminel et prétendument avec des grenades à main qui n'ont pas explosé. Le 23 septembre 2021, la police du Kosovo a été accusée d'avoir blessé trois personnes sans lien avec les manifestations, dont deux grièvement, qui sont actuellement hospitalisées. Le Kosovo a nié toute implication et dit qu'il s'agit de "désinformation".

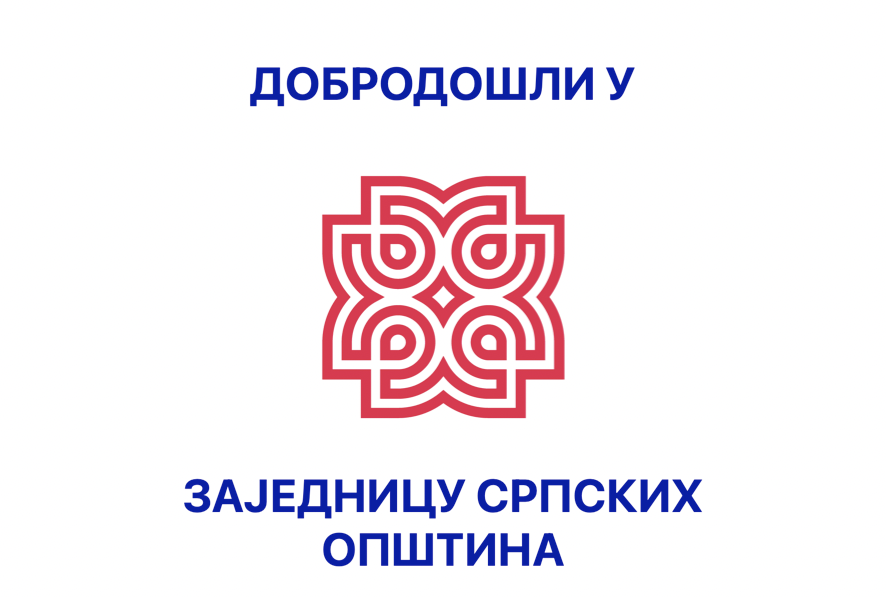
Bannière mise en place par les serbes à l'appui des manifestations à Štrpce, Novo Brdo et Ranilug, signifiant : "Bienvenue dans la communauté des municipalités serbes"

Selon l'accord entre le Kosovo et la Serbie négocié par le représentant de l'Union européenne (UE) pour le dialogue Balkan-Pristina Miroslav Lajčák à Bruxelles, conclu le 30 septembre 2021, la police spéciale kosovare s'est retirée à 16 h 0 heure locale, le 2 octobre 2021. Parallèlement à cela, les barricades érigées par les manifestants ont été enlevées par les serbes locaux et les barrages routiers ont été supprimés, entraînant la reprise du trafic frontalier. Les troupes de la KFOR ont remplacé les unités de police et seront présentes pendant les deux prochaines semaines.

## Réponses du gouvernement
La décision d'interdire les plaques d'immatriculation serbes et les protestations en cours ont incité les forces armées serbes à augmenter l'état de préparation au combat de leurs troupes à la frontière avec le Kosovo. L'armée a commencé à transporter du matériel militaire à la zone frontalière, y compris ses avions de chasse et des hélicoptères et des chars, le 26 septembre 2021.
Le Premier ministre du Kosovo Albin Kurti a accusé la Serbie d'« inciter et de soutenir » les attaques contre les bâtiments gouvernementaux. Il a également accusé la Serbie d'« exploiter les citoyens du Kosovo pour provoquer un grave conflit international ». Les attaques ont été décrites par le ministère de l'Intérieur du Kosovo comme « ayant des éléments terroristes ». Le président de la Serbie, Aleksandar Vučić, a qualifié l'interdiction des plaques d'immatriculation au Kosovo d'« action criminelle ». Il a fait du retrait du ROSU de la police spéciale du Kosovo une condition pour entamer des négociations sous la médiation de l'UE pour résoudre le différend. Le 27 septembre, les maires des municipalités à majorité serbe ont également demandé le retrait des unités et davantage de présence de la KFOR, citant l'incident du 23 septembre 2021 au cours duquel 3 serbes ont été blessés. Les unités spéciales de police se sont retirées dans le cadre de l'accord du 30 septembre 2021 à Bruxelles le 2 octobre 2021.
Le 30 septembre 2021, un accord a été conclu qui a effectivement mis fin à l'interdiction des plaques d'immatriculation serbes, à partir de 8 h 0 heure locale, le 4 octobre 2021. L'accord a également mis fin à l'interdiction des plaques d'immatriculation kosovares en Serbie. L'accord est conçu comme une solution temporaire. La solution consiste à couvrir les symboles nationaux du Kosovo sur les plaques d'immatriculation kosovar RKS en Serbie, ainsi que de couvrir les symboles nationaux de la Serbie sur les plaques d'immatriculation serbes au Kosovo et leurs codes de pays RKS et SRB avec un autocollant. Un groupe de travail sera formé et se réunira le 21 octobre 2021 à Bruxelles pour la première fois pour trouver une solution permanente conforme aux normes de l'UE.

## Réactions
Le 26 septembre 2021, des diplomates russes et le ministre serbe de la Défense Nebojša Stefanović ont visité une inspection des forces serbes dans la base militaire de Rudnica. Rudnica est à quelques kilomètres de la frontière entre le Kosovo et la Serbie. La Russie déploiera des forces de défense aérienne en Serbie pour des exercices militaires conjoints qui auront lieu en octobre. Le 27 septembre 2021, la force internationale de maintien de la paix dirigée par l'OTAN au Kosovo, la force pour le Kosovo, a intensifié le nombre et la durée de ses patrouilles. L'augmentation est la plus notable près des postes frontaliers, déplaçant des véhicules blindés près des blocs frontaliers des manifestants.
Le haut représentant de l'Union européenne pour les affaires étrangères, le secrétaire général de l’OTAN, le président du Conseil européen et le président de la Commission européenne ont appelé les deux parties à désamorcer et à participer aux pourparlers à la suite de l'augmentation des tensions. Le 27 septembre 2021, la porte-parole du ministère russe des Affaires étrangères, Maria Zakharova, a critiqué la conduite du Kosovo. Elle a appelé au retrait des forces militaires de l'OTAN et de la mission de l'UE, ainsi que du personnel de sécurité du Kosovo, pour "empêcher l'escalade". Le 27 septembre 2021, l'ambassade de Russie en Serbie a approuvé la conduite du gouvernement de Serbie dans les tensions, affirmant que la Serbie "fait preuve de la plus grande responsabilité et retenue". La Russie a qualifié les actions du Kosovo de "provocatrices".